# レーロイ・オウス
レーロイ・オウス（リーロイ・-、Leeroy Owusu、1996年8月13日）は、オランダ・プルメレント出身のサッカー選手。オーデンセBK所属。ポジションはDF。

## 経歴
2013年3月15日、アヤックス・アムステルダムと3年間のプロ契約を交わした。2014年8月11日、エールステ・ディヴィジのテルスター戦でプロデビューを果たした。2014年11月、契約を3年延長した。